# Lorraine (Schiff)
Die Lorraine war ein Schlachtschiff der französischen Marine und Teil der drei Schiffe umfassenden Bretagne-Klasse.

## Konstruktion
Die Kiellegung erfolgte am 1. Mai 1912 bei den Ateliers et Chantiers de la Loire in Saint-Nazaire, der Stapellauf am 30. September 1913. Sie wurde am 27. Juli 1916 in Dienst gestellt und trug in derselben Aufstellung wie ihre Schwesterschiffe zehn der neuen 34,0-cm-L45-Modèle-1912-Geschütze (zwei Zwillingstürme vorne, zwei achtern, ein Zwillingsturm mittschiffs), die ursprünglich für die gestrichenen Schlachtschiffe der Normandie-Klasse vorgesehen waren. Umbauten und Modernisierungen in den Jahren 1921/22, 1926/27 und von 1934 bis 1936 brachten der Lorraine zwischen den Kriegen einen leistungsfähigeren Antrieb (reine Öl- und keine Kohlefeuerung mehr), ein Flugzeugkatapult anstelle des Geschützturmes mittschiffs und moderne Flugabwehrwaffen. Trotz der Leistung von 43.000 PS nach dem Antriebsumbau lief das Schiff in der Spitze nur 21 kn, was in Kombination mit seiner relativ dünnen Panzerung eine im Gefecht fragwürdige Standhaftigkeit bedingte.
Die Lorraine hatte zwei Schwesterschiffe, die Bretagne und die Provence.

## Einsätze und Geschichte
Die Lorraine diente in beiden Weltkriegen im Mittelmeer zusammen mit ihren beiden Schwesterschiffen.
In der Anfangszeit des Zweiten Weltkriegs beförderte sie im November 1939 die Goldreserven Frankreichs in die Vereinigten Staaten. Danach wurde sie in das östliche Mittelmeer beordert. Nach der französischen Kapitulation 1940 wurde das Schiff aufgrund einer Vereinbarung zwischen den Admirälen Andrew Cunningham und René-Émile Godfroy am 22. Juni 1940 von den Briten in Alexandria entwaffnet und interniert. Wieder bewaffnet wurde sie am 31. Mai 1943 in die Reihen der Alliierten aufgenommen und führte mehrere Küstenbeschießungen aus, unter anderem als Unterstützung der Operation Dragoon am 15. August 1944. Auch an der Atlantikküste beschoss sie zur Unterstützung diverser alliierter Operationen Küstenbefestigungen.
Sie wurde nach dem Kriegsende in Europa als Schulschiff eingesetzt, am 17. Februar 1953 außer Dienst gestellt und 1954 abgewrackt.